# Evangelium vitae
Evangelium vitae (Evangelium vom Leben) vom 25. März 1995 ist die elfte Enzyklika des Papstes Johannes Paul II. Sie trägt den Untertitel: An die Bischöfe, Priester und Diakone, die Ordensleute und Laien sowie an alle Menschen guten Willens – über den Wert und die Unantastbarkeit des menschlichen Lebens und umfasst vier größere Kapitel.

## I. Kapitel
Das Blut deines Bruders schreit zu mir vom Ackerboden – Die gegenwärtigen Bedrohungen des menschlichen Lebens
Im Rückblick auf den Brudermord Kains an Abel („Das Blut deines Bruders schreit zu mir vom Ackerboden“, Genesis 4,10 ) stellt die Enzyklika die „gegenwärtigen Bedrohungen des menschlichen Lebens“ vor Augen: die Wurzeln der Gewalt gegen das Leben werden in der Verfinsterung des Wertes des Lebens, in einer entarteten Vorstellung von Freiheit und in der Verfinsterung des Sinnes für Gott und den Menschen ausgemacht. Dieses erste Kapitel schließt mit dem Hinweis auf Zeichen der Hoffnung und mit einer Einladung zum Engagement für das Leben.

## II. Kapitel
Ich bin gekommen, damit sie das Leben haben – Die christliche Botschaft über das Leben
Im zweiten Kapitel wird die christliche Botschaft über das Leben unter dem das Leben verheißenden Wort Jesu („Ich bin gekommen, damit sie das Leben haben“, Johannes 10,10 ) vorgestellt. Für Christen ist Christus selbst „das Wort des Lebens“ und daher das Leben „immer ein Gut“. Weil Jesus „in der Ungewissheit des menschlichen Daseins“ „den Sinn des Lebens zur Vollendung“ bringt, leuchtet die Herrlichkeit Gottes „auf dem Antlitz des Menschen“. Dieses Geschenk des ewigen Lebens ist unmittelbar verknüpft mit der „Achtung und Liebe für das Leben aller“, denn schon im Alten Testament heiße es von Gott: »Für das Leben des Menschen fordere ich Rechenschaft von jedem seiner Brüder« (Genesis 9,5 ). Der Mensch hat also gegenüber dem Leben Verantwortung, er hat die Würde des ungeborenen Kindes genauso zu achten, wie das Leben im Alter und im Leiden. Dies sei schon die Botschaft vom „Gesetz des Sinai“, umso mehr habe sich aber das „Evangelium vom Leben“ am Stamm des Kreuzes erfüllt.

## III. Kapitel
Du sollst nicht töten – Das heilige Gesetz Gottes
Im dritten Kapitel wird das Evangelium mit dem Gebot „Du sollst nicht töten“ (Exodus 20,13 ) konkret angewandt: Wenn das menschliche Leben heilig und unantastbar ist, ist die Abtreibung ein verabscheuungswürdiges Verbrechen und die Euthanasie abzulehnen. Das staatliche Gesetz habe im Einklang mit dem Sittengesetz zu stehen und daher die Aufgabe das Leben zu fördern, nicht es zu vernichten. Aus diesem Grund ist auch die Verhängung der Todesstrafe auf „schwerwiegendste Fälle“ zu beschränken. Eine solche Ausnahme von der generellen Ablehnung soll nur gelten, „wenn der Schutz der Gesellschaft nicht anders möglich“ ist, heutzutage kommen derartige Fälle aber nur „sehr selten oder praktisch überhaupt nicht mehr“ vor (Nr. 56).

## IV. Kapitel
Das habt ihr mir getan – Für eine neue Kultur des menschlichen Lebens
Über die staatlichen Gesetze hinaus brauche es jedoch eine „neue Kultur des menschlichen Lebens“. Gott habe die Christen zu einem „Volk des Lebens und für das Leben“ berufen, das das „Evangelium vom Leben“ verkündet, feiert und ihm dient. Es wird betont, dass die Familie das „Heiligtum des Lebens“ sei und alle „als Kinder des Lichts“ (Eph 5,8 ) das Evangelium vom Leben leben müssten, um in der Gesellschaft der Menschen eine kulturelle Wende herbeizuführen.

## Würdigung
Am 16. Juni 2013 hat Papst Franziskus auf dem Petersplatz eine Heilige Messe zum Tag der Enzyklika Evangelium vitae zelebriert.